# Jerry Was a Race Car Driver
«Jerry Was a Race Car Driver» (с англ. — «Джерри был гонщиком») — это песня американской фанк-метал-группы Primus. Она была выпущена как первый сингл с их альбома 1991 года Sailing the Seas of Cheese и заняла 23-е место в американском чарте Alternative Songs. Песня рассказывает истории двух персонажей, Джерри, злополучного гонщика, который столкнулся с телефонным столбом во время вождения в состоянии алкогольного опьянения (отсюда и использование «was» в названии) и капитана Пирса, пожарного на пенсии.

## История
«Jerry Was a Race Car Driver» был четвёртым синглом группы Primus после «John the Fisherman», «Too Many Puppies» и «Mr. Knowitall» с концертного альбома 1989 года Suck on This и дебютного студийного релиза 1990 года Frizzle Fry.
Песня «Jerry Was a Race Car Driver» активно транслировалась на рок-радио и достигла 23-го места в Modern Rock Tracks в 1991 году. В песне использован семпл голоса персонажа Билла Моусли (Чоп-Топа) из фильма «Техасская резня бензопилой 2», который усмехнулся про себя, а затем заметил: «Dog will hunt!»
«Jerry Was a Race Car Driver» появился в первой видеоигре Tony Hawk's Pro Skater, а также в первой видеоигре ATV Offroad Fury и в The Bigs. Песня включена в список композиций в игре Rock Band 3.

## Музыкальное видео
Видеоклип начинается с того, что Боб Кок получает заказ начос в зале игровых автоматов, но внезапно с ним сталкивается Ларри Лалонд на скейтборде, оказавшись снаружи из-за чего начос падает на асфальт. Остальная часть видео прерывается сценами, когда группа играет на концерте в небольшом клубе (театр «Феникс» в Петалуме, Калифорния), снимками крупным планом упавших начос и кадрами гоночного автомобиля. Некоторые из ранних кадров гоночных автомобилей были сняты на скоростной трассе Петалума, в нескольких кварталах от театра «Феникс». В конце камера приближается к сырной пластилиновой анимации, в котором представлены многие существа на обложке альбома Sailing the Seas of Cheese, затем снова приближается к сыру, где питбуль ест/нюхает его, завершая видео. Группа вернется к пластилиновой анимации для клипов «My Name Is Mud» и «Southbound Pachyderm» много лет спустя.
На видео можно увидеть «Радужный бас» Леса Клейпула без верхнего рожка — это потому, что бас был плохо сбалансирован, что заставило Леса отправить его обратно Карлу Томпсону, чтобы он полностью восстановил его с прикрепленным фирменным рожком прокрутки. Видео было создано восстановления бас-гитары. В то время это видео стало фаворитом на MTV.

## Критический приём
Рецензент AllMusic Стив Хьюи считал, что песня «создала Primus как совершенно неортодоксальную хард-рок-группу с запоминающимся, совершенно самобытным звучанием». Он выбрал его в качестве одного из самых ярких моментов альбома.

## Список композиций
1. «Jerry Was a Race Car Driver» — 3:11

## Чарты
| Чарты (1991 г.)                     | Позиция в чартах |
| ----------------------------------- | ---------------- |
| США (Billboard Alternative Airplay) | 23               |